# Poligamy (film)
A Poligamy 2009-es magyar romantikus filmvígjáték.

## Történet
András és Lilla fiatal pár, öt éve járnak együtt. A férfi forgatókönyvíró, aki megrendelésre tévésorozatokat ír, a nő pedig tanársegéd az egyetemen. Végre beköltöznek közös lakásukba. Úgy tűnik, minden rendben van köztük. De valami mégis hibádzik. Mintha a lényeg veszett volna ki az együttélésükből. Lilla esküvőt és gyereket akar, András viszont... nos, a helyzet az, hogy igazából maga sem tudja, mit akar. Lilla egyszer csak bejelenti, hogy várandós. Andrást felemás érzések kerítik hatalmukba. A következő reggel András egy vadidegen, gyönyörű nőt talál maga mellett az ágyban. Ettől a fordulattól kezdve a legkülönbözőbb lányokkal kerül viszonyba – ezzel együtt pedig a férfi-nő kapcsolat minden fázisát, minden lehetséges útját bejárja.

## Szereplők
- Csányi Sándor (Bérczes András, forgatókönyvíró)
- Tompos Kátya (Hadházi Lilla)
- Mészáros Béla (Kornél)
- Réti Adrienn
- Tenki Réka
- Bartsch Kata
- Péterfy Bori
- Parti Nóra
- Dunai Tamás
- Bánfalvi Eszter
- Osvárt Andrea
- Fábián Juli
- Pokorny Lia (Janka)
- Pataki Ferenc (Lajos)

## Feldolgozások
A film zenés színpadi változatát 2013. október 26-án mutatta be a Madách Színház. A musical szerzői: Bolba Tamás, Galambos Attila, Orosz Dénes, Szente Vajk és Szirtes Tamás.

## Nézettség
A nézettségi adatok szerint 154 074 jegyet adtak el rá.